# Pseudachorutes aureofasciatus
Pseudachorutes aureofasciatus är en urinsektsart som först beskrevs av Harvey 1898.  Pseudachorutes aureofasciatus ingår i släktet Pseudachorutes och familjen Neanuridae. Inga underarter finns listade i Catalogue of Life.